# Batalla de Pabaiskas

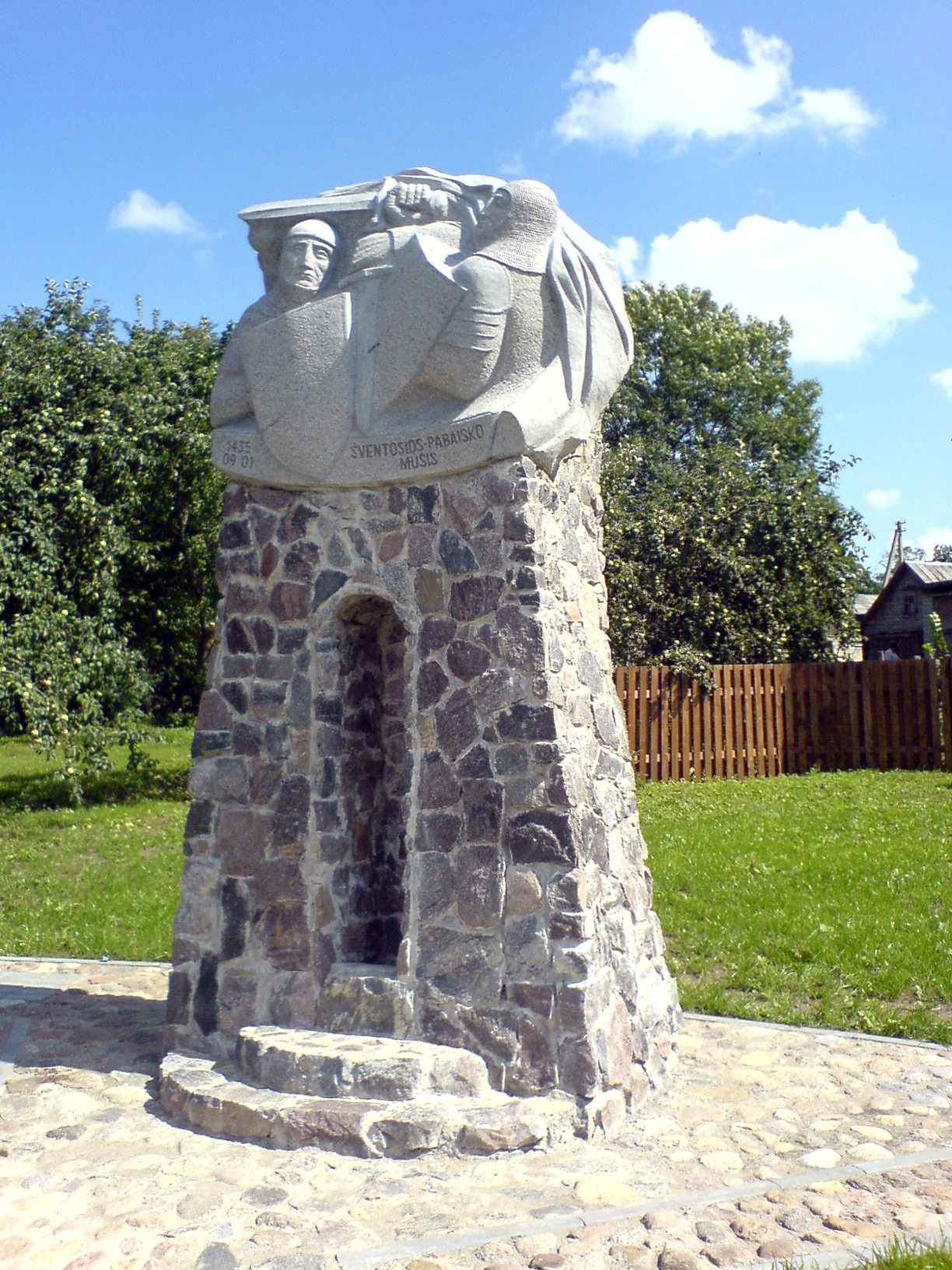
Monumento conmemorativo de la batalla de Pabaiskas

La batalla de Pabaiskas, también conocida como batalla de Wilkomierz, tuvo lugar el 1 de septiembre de 1435, en las cercanías de Ukmergė. Las fuerzas del gran duque de Lituania Segismundo I Kestutaitis, con el apoyo de unidades militares polacas, derrotaron a Švitrigaila y sus aliados de la Orden Livona. La batalla puso fin a la guerra civil en el Gran Ducado de Lituania y sirvió para reducir el poder de la Orden Livona, que a partir de entonces no volvió a realizar ninguna acción militar contra Lituania.
Posteriormente, la ciudad de Pabaiskas se fundó cerca del campo de batalla.